# مناجم إيران

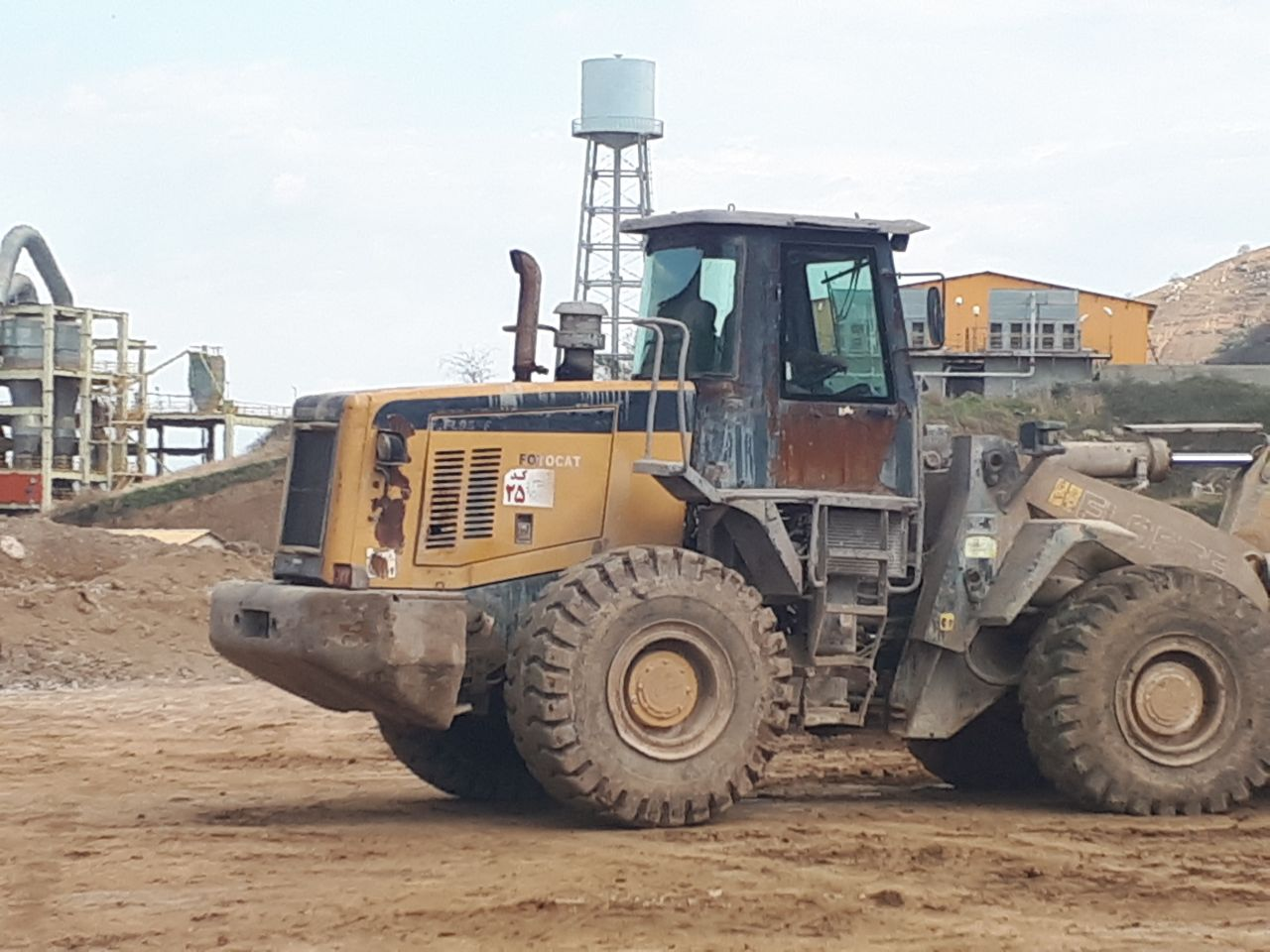
استخلاص كربونات الكالسيوم

لا يزال تطوير التعدين في إيران مستمرًا، ومع ذلك، يعتبر هذا البلد من أهم الدول التعدينية في العالم. وتعد إيران في عام 2014 من بين أكبر 15 دولة غنية بالمعادن. نتيجة لامتلاكها 68 نوعًا من المعادن، و 37 مليار طن من الاحتياطيات المثبتة، وأكثر من 57 مليار طن من الاحتياطيات المحتملة بقيمة 770 مليار دولار. ويمثل استخراج المعادن 0,6 في المائة فقط من الناتج المحلي الإجمالي للبلاد. وبإضافة دور الصناعات الأخرى المتعلقة بالتعدين؛ سيزداد هذا الرقم بنسبة 4 في المائة فقط (2005). وقد أثرت العديد من العوامل في هذا الأمر، ومن بينها الافتقار إلى البُنى التحتية المناسبة، والعوائق القانونية، ومشاكل الاستكشاف والسيطرة الحكومية.

## النفط والغاز
تحتل إيران المرتبة الثانية عالميًا من حيث الاحتياطي النفطي، حيث تمتلك 9 في المائة من احتياطيات النفط المثبتة، أي ما يعادل 158 مليار برميل (باستثناء نفط بحر قزوين)، كما تحتل المرتبة الأولى عالميًا من حيث احتياطي الغاز، وتمتلك 8 في المائة من احتياطيات الغاز الطبيعي المثبتة، أي ما يعادل 26 تريليون متر مكعب.

## مناجم أخرى
تحجز إيران مكانًا لها بين 15 قوة معدنية في العالم، حيث أنها تمتلك حوالي 68 نوعًا من المعادن (غير النفطية)، و 37 بليون طن من الاحتياطيات المكتشفة، و 57 بليون طن من الاحتياطيات المحتملة، وتعد واحدة من البلدان الغنية من حيث الأصول المعدنية. هذا على الرغم من أن المنتجات المعدنية تمثل 0,6 في المائة فقط من الناتج المحلي الإجمالي للبلاد.